# Bogatyr (croiseur)
Pour les articles homonymes, voir Bogatyr (homonymie).
Le Bogatyr (en russe : Богатырь) est un croiseur protégé, navire de tête de sa classe. Il est construit pour la Marine impériale de Russie par la compagnie Ag Vulcan à Hambourg. Dans le programme de construction de 1898, la marine de Russie commanda trois croiseurs  de classe Bogatyr . Un bogatyr est un chevalier russe, héros du Moyen Âge.  

Le projet Vulcan présentait un meilleur blindage et une meilleure répartition des canons de 152 mm. Ce bâtiment de guerre prit part à la Guerre russo-japonaise de 1904-1905 et à la Première Guerre mondiale. 

## Historique
La construction du Bogatyr débuta le 18 décembre 1899 et son lancement eut lieu le 17 janvier 1901. Il commença à servir dans la Marine impériale en août 1902.

### Carrière dans la Marine impériale de Russie
En 1903, le Bogatyr fut transféré en Extrême-Orient dans une escadre du Pacifique, il fut intégré dans le détachement de croiseurs de Vladivostok.
Le Bogatyr fut sérieusement endommagé lors d'un échouement sur des rochers de la baie de l'Amour en mer du Japon, le 15 mai 1904. Avec beaucoup de difficulté, les marins parvinrent à remettre le croiseur à flot. Il fut remorqué à Vladivostok afin d'effectuer les réparations nécessaires. Celles-ci durèrent pendant toute la Guerre russo-japonaise.
Au terme de cette guerre, le Bogatyr fut transféré dans la flotte de la Baltique. Le croiseur fut utilisé comme navire-école en mer Baltique. Il navigua en Méditerranée et en mer Noire. En décembre 1908, le bâtiment de guerre apporta son aide à environ 1 800 habitants de Messine, ensevelis sous les décombres après le séisme du 28 décembre 1908.
Au cours de la Première Guerre mondiale, avec le Pallada, les marins du Bogatyr s'emparèrent  le 26 août 1914 du code secret de la Marine impériale allemande, grâce au signaux envoyés par le SMS Magdeburg échoué près de l'île Odensholm  dans le golfe de Finlande. Les autorités russes remirent le code à l'Amirauté britannique. La divulgation de ce code secret eut un impact sur les combats navals et dans le cours du conflit en général.
Pendant toute la durée de la guerre, le Bogatyr prit part à plusieurs combats navals en mer Baltique.
De février 1918 à mai 1918, le Bogatyr participa à la croisière de glace de la flotte de la Baltique. Devant l'avancée des forces allemandes, les bâtiments de guerre russes accompagnés de brise-glaces quittèrent Revel ou Helsingfors pour jeter l'ancre dans le port de Kronstadt. 
En 1922, le Bogatyr fut démantelé, comme la plupart des navires de guerre.

### Sources
- (ru) Cet article est partiellement ou en totalité issu de l’article de Wikipédia en russe intitulé « Богатырь (бронепалубный крейсер) » (voir la liste des auteurs).

- (de) Cet article est partiellement ou en totalité issu de l’article de Wikipédia en allemand intitulé « Bogatyr (Schiff, 1901) » (voir la liste des auteurs).